# Gianfelice Rocca

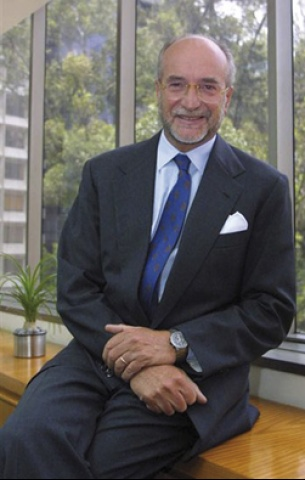
Rocca, Gianfelice

Gianfelice Rocca (* 2. März 1948 in Mailand) ist ein italienischer Manager.

## Leben
Sein Vater war Roberto Rocca, der mit seinen drei Kindern in Argentinien lebte. Der älteste Bruder Agostino starb bei einem Flugzeugunglück. Gemeinsam mit seinem Bruder Paolo Rocca (* 1952) hält er Unternehmensanteile am argentinisch-italienischen Bau- und Stahlunternehmen Techint.  Rocca erlangte den Titel eines Master of Business Administration an der Harvard University. Seit 1974 ist Rocca im Unternehmen Techint beschäftigt. Er ist seit 1997 in der Geschäftsleitung des italienischen Unternehmens Techint. Des Weiteren gründete Rocca das italienische Unternehmen Humanitas. Nach Angaben des US-amerikanischen Forbes Magazine gehört Rocca gemeinsam mit seinem Bruder Paulo zu den reichsten Italienern.
Vom 11. bis 14. Juni 2015 nahm er an der 63. Bilderberg-Konferenz in Telfs-Buchen in Österreich teil.